# Eure (rivier)
De Eure is een rivier in Frankrijk die in het departement Orne ontspringt en bij Louviers in de Seine uitmondt. Chartres ligt aan de Eure.
De twee grootste zijrivieren zijn de Avre en de Iton.
De rivier is 225 km lang en stroomt door drie departementen in twee regio's:
- Orne, Normandië
- Eure-et-Loir, Centre-Val de Loire
- Eure, Normandië

- Bibliothèque nationale de France: cb124990721 (data)
- Système universitaire de documentation: 034210784
- Virtual International Authority File: 172821378